# Kazimierz Gierżod

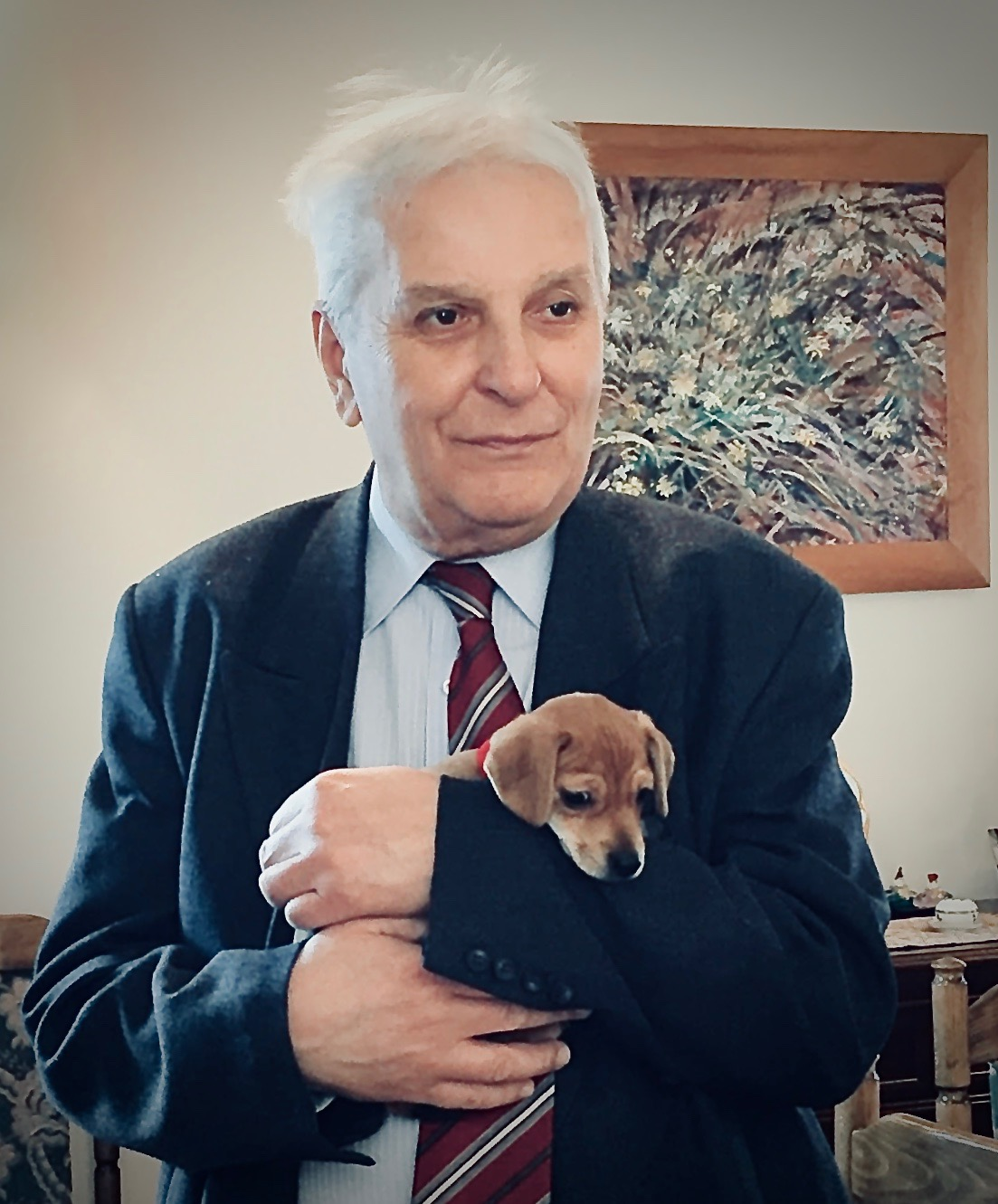
Kazimierz Gierżod

Kazimierz Gierżod (* 6. Mai oder 6. August 1936 in Warschau; † 1. April 2018) war ein polnischer Pianist und Musikpädagoge.

## Leben
Gierżod hatte ab 1949 privaten Klavierunterricht bei Hanna Lachertowa und setzte anschließend von 1950 bis 1956 die Ausbildung bei ihr und bei Małgorzata Trombini-Kazuro an der Höheren Staatlichen Musikschule (heute Fryderyk-Chopin-Universität für Musik) in Warschau fort. Im Jahr 1973 vervollkommnete er seine Ausbildung an der Accademia Musicale Chigiana in Siena bei Guido Agosti.
1964 gewann er beim Festival junger Musiker in Danzig den Ersten Preis. Danach begann seine internationale Laufbahn als Pianist mit Auftritten in zahlreichen Städten Europas, in Australien, Japan, China, den Vereinigten Staaten, Kanada, Südamerika, Zypern und Kuwait sowie der Teilnahme an internationalen Musikfestivals. Im Rundfunk und Fernsehen spielte er Erstaufführungen von Kompositionen Mieczysław Karłowiczs, Ludomir Różyckis und Grzegorz Fitelbergs, und er nahm Platten mit Werken zeitgenössischer polnischer Komponisten sowie auch Frédéric Chopins auf.
Ab 1979 unterrichtete Gierżod an der Fryderyk-Chopin-Musikakademie (heute Fryderyk-Chopin-Universität für Musik). Von 1985 bis 1987 war er Dekan der Fakultät für Klavier, Cembalo und Orgel und von 1987 bis 1994 Rektor der Universität. Ab 1999 hatte er einen Lehrstuhl für Klavier an der Universität Warschau inne. Zudem leitete er Klavierklassen an den Musikhochschulen in Łódź und Warschau, erhielt 1988 eine Gastprofessur an der Universität Osaka und gab weltweit Meisterklassen.
Gierżod war u. a. Mitglied des polnischen Musikerverbandes (SPAM), der Fryderyk-Chopin-Gesellschaft und der Warschauer Musikgesellschaft. Für sein Wirken erhielt er mehrfach Preise des polnischen Kultusministeriums (1968, 1975, 1979, 1983, 1993), das Ritter- und das Offizierskreuz des Ordens Polonia Restituta (1988 bzw. 2002) und die Goldmedaille des Präsidenten der Republik Polen (2010).